# Mi-Wuk Village
Mi-Wuk Village és una concentració de població designada pel cens dels Estats Units a l'estat de Califòrnia. Segons el cens del 2000 tenia 1.485 habitants.

## Demografia
Segons el cens del 2000, Mi-Wuk Village tenia 1.485 habitants, 601 habitatges, i 430 famílies. La densitat de població era de 170,6 habitants/km².
Dels 601 habitatges en un 28,8% hi vivien nens de menys de 18 anys, en un 61,2% hi vivien parelles casades, en un 6,3% dones solteres, i en un 28,3% no eren unitats familiars. En el 22,5% dels habitatges hi vivien persones soles el 8% de les quals corresponia a persones de 65 anys o més que vivien soles. El nombre mitjà de persones vivint en cada habitatge era de 2,47 i el nombre mitjà de persones que vivien en cada família era de 2,86.
Per edats la població es repartia de la següent manera: un 23,9% tenia menys de 18 anys, un 6,3% entre 18 i 24, un 20,7% entre 25 i 44, un 31,5% de 45 a 60 i un 17,6% 65 anys o més.
L'edat mediana era de 44 anys. Per cada 100 dones de 18 o més anys hi havia 99,6 homes.
La renda mediana per habitatge era de 51.925 $ i la renda mediana per família de 52.019 $. Els homes tenien una renda mediana de 43.750 $ mentre que les dones 26.071 $. La renda per capita de la població era de 26.209 $. Entorn del 5,9% de les famílies i el 8,8% de la població estaven per davall del llindar de pobresa.

## Poblacions més properes
El següent diagrama mostra les poblacions més properes.